# Rubén Paz
Rubén Wálter Paz Márquez (født 8. august 1959 i Artigas, Uruguay) er en tidligere uruguayansk fodboldspiller (midtbanespiller), der mellem 1979 og 1990 spillede 45 kampe og scorede tolv mål for Uruguays landshold. Han deltog blandt andet ved både VM i 1986 i Mexico og VM i 1990 i Italien.
På klubplan spillede Paz blandt andet for Montevideo-storklubben CA Peñarol, samt brasilianske SC Internacional og Racing Club i Argentina.
Paz blev i 1988 kåret til Årets Fodboldspiller i Sydamerika.